# Provincia Bursa
Provincia Bursa, cu reședința în orașul Bursa, este una din provinciile Turciei, cu o suprafață de 11.043 km².
Provincia Bursa este situată în partea de vest a Turciei, în dreptul Mării Marmara.